# Paincourtville
Paincourtville és una població dels Estats Units a l'estat de Louisiana. Segons el cens del 2000 tenia 884 habitants.

## Demografia
Segons el cens del 2000, Paincourtville tenia 884 habitants, 317 habitatges, i 245 famílies. La densitat de població era de 213,3 habitants/km².
Dels 317 habitatges en un 33,8% hi vivien nens de menys de 18 anys, en un 55,8% hi vivien parelles casades, en un 15,8% dones solteres, i en un 22,7% no eren unitats familiars. En el 21,1% dels habitatges hi vivien persones soles el 12,3% de les quals corresponia a persones de 65 anys o més que vivien soles. El nombre mitjà de persones vivint en cada habitatge era de 2,79 i el nombre mitjà de persones que vivien en cada família era de 3,25.
Per edats la població es repartia de la següent manera: un 25,5% tenia menys de 18 anys, un 9,3% entre 18 i 24, un 27,4% entre 25 i 44, un 23,1% de 45 a 60 i un 14,8% 65 anys o més.
L'edat mediana era de 37 anys. Per cada 100 dones de 18 o més anys hi havia 85,1 homes.
La renda mediana per habitatge era de 32.014 $ i la renda mediana per família de 36.563 $. Els homes tenien una renda mediana de 41.750 $ mentre que les dones 22.500 $. La renda per capita de la població era de 17.500 $. Entorn del 10,5% de les famílies i el 15,3% de la població estaven per davall del llindar de pobresa.

## Poblacions més properes
El següent diagrama mostra les poblacions més properes.